# パックマニア
『パックマニア』（PAC・MANIA）は、1987年に発表されたナムコ（現・バンダイナムコエンターテインメント）のドットイートタイプのアクションゲーム。アーケードゲームでは「パックマン」シリーズ5作目で、マザーボードシステム87（SYSTEM I）第5弾の作品。

## ゲーム内容
ナムコの看板ゲーム『パックマン』を立体的にアレンジし、迷路画面をクォータービューで上下左右にスクロールしながらプレーするスタイルを採用。敵キャラクターのモンスターの種類が増大し、初代の様なマップ全景が画面に表示されないためスクロールして探索する必要があり、モンスターの進行の先読みが難しいことへの対抗策として、パックマンがジャンプでモンスターをかわすという新たな要素が特色となっている。
ステージは4種類で、レゴブロックのような「BLOCK TOWN」、初代パックマンのステージと同じ「PACMAN'S PARK」、ピラミッド様のオブジェが連なる「SANDBOX LAND」、階段状の高所を駆け巡る「JUNGLY STEPS」の順に1種類2面ずつ進み、敵味方の動きが速くなるとともに難易度も上がる。「JUNGLY STEPS」をクリアすると次のループとなり、再び「BLOCK TOWN」から開始。全23面（ゲームセンター運営者による設定で変更可能）をクリアするとエンディングとなる。また、各ステージの間には他のパックマンシリーズと同様にコーヒーブレイクタイムがある。

## システム

### パックマン
- 4方向レバーとジャンプボタンで操作する。
- ジャンプを行うことでモンスターを飛び越えることが可能（その間、エサやアイテムの獲得はできない）。ジャンプ中も方向転換することができ、モンスターを集めるように誘導することもできる。着地後は少しバウンドするためすぐにジャンプすることができない。同じ面に居続けるとジャンプ力が徐々に弱くなり、飛び越えにくくなる。

### モンスター
全6種類。
| 和名 （ニックネーム） | 英名 （ニックネーム） | 色               | 性格など |
| --------------------- | --------------------- | ---------------- | --- |
| クライド              | CLYDE                 | ■赤              | みんなをひきつれている親分モンスター。ラウンドが進むと怒ってスピードアップするようになる。 |
| ピンキー              | PINKY                 | ■ピンク          | 先回りや待ち伏せが得意。少々いじっぱり。 |
| インキー              | INKY                  | ■青              | “足の向くまま気の向くまま”の気まぐれやで、クライドとの連携を取る。目がくるくる動く。 |
| ブリンキー            | BLINKY                | ■橙              | 少しおとぼけだが気のいい奴。 |
| スー                  | SUE                   | ■紫色            | 人なつっこく寄ってくる恥ずかしがりや。2面から登場。 |
| コモン                | COMMON                | ■緑 または ■灰色 | 2人兄弟の子分モンスター。パックマンにジャンプで対抗することも。 緑のコモン、弟のファンキー(FUNKY)に対しては互いにジャンプ中でもうまくいけば飛び越すことが可能。 灰色のコモン、兄のスパンキー(SPUNKY)はジャンプ力がパックマンと同等のため飛び越せない。 1ループ目の「PACMAN'S PARK」から登場。1ループ目の「SANDBOX LAND」からパックマンに合わせてジャンプするようになる。 |

### エサ
- 迷路をめぐりながら食べるエサ（クッキー）は、パックマンと同じく通常エサとパワーエサ、一定数のエサを食べると迷路中央のモンスターの巣の下に出現するフルーツ（フルーツターゲット）がある。

パワーエサを食べた後のボーナスはイジケモンスターを食べるごと200→400→800→1600→3200→7650点と上がる。
- 本作では新たにスペシャルアイテムとして、赤玉のダブルエサと緑玉のスーパーエサがあり、フルーツと同じ場所に時折現れる。スペシャルアイテムと同等に扱われる隠しフルーツもを存在する。

ダブルエサを食べるとモンスターが短時間イジケ状態になるとともに、パワーエサのボーナスが400→1600→7650点と上がりやすくなる。ダブルエサの効力はパックマンがミスをするまで続く。
スーパーエサを食べるとパックマンのスピードが一定時間速くなる。

## 移植版
この節では発売当時の社名で記載（一部の長い社名のみ、略記する場合あり）。
| No. | タイトル                           | 発売日                                     | 対応機種                      | 開発元               | 発売元     | メディア                              | 型式                                   | 備考                  |
| --- | ---------------------------------- | ------------------------------------------ | ----------------------------- | -------------------- | ---------- | ------------------------------------- | -------------------------------------- | --------------------- |
| 1   | パックマニア                       | 1989年3月18日 1992年2月(3.5インチ)         | X68000                        | SPS                  | シャープ   | フロッピーディスク                    | CZ-233AS(5インチ) CZ-233ASC(3.5インチ) | 隠しでパックマン収録  |
| 2   | パックマニア                       | 1989年3月28日                              | MSX2                          | ナムコ               | ナムコ     | 3.5インチFD ロムカセット              | -                                      | -                     |
| 3   | ナムコミュージアム Vol.5           | 1997年2月28日 1997年11月26日 1998年2月26日 | PlayStation                   | ナムコ               | ナムコ     | CD-ROM                                | SLPS-00705 SLUS-00417 SCES-00702       | -                     |
| 4   | ナムコミュージアム アーケードHITS! | 2006年1月26日                              | PlayStation 2                 | ナムコ               | ナムコ     | DVD-ROM                               | SLPS-25590                             | -                     |
| 5   | パックマンミュージアム             | 2014年6月25日                              | PlayStation 3 Xbox 360        | Mine Loader Software | BNEI       | ダウンロード                          | -                                      | 2017年4月27日配信終了 |
| 6   | パックマニア                       | 2022年12月8日                              | Nintendo Switch PlayStation 4 | BNEI                 | ハムスター | ダウンロード (アーケードアーカイブス) | -                                      | -                     |

- 各社携帯アプリに移植されており、iPhone版にはタイムアタックのスクランブルモードが追加収録されている。
- 1991年にテンゲンからジェネシス（メガドライブの北米での呼称）版が発売されているが、日本では未発売[1]。
- 『ナムコミュージアム』のPlayStation版（1997年2月28日発売のVol.5）、PlayStation 2版（2006年1月26日発売のアーケードHIT'S）、Wii版（2007年12月6日発売の『みんなで遊ぼう!ナムコカーニバル』）、Xbox 360版（2009年11月5日発売のバーチャルアーケード）に収録されている。
- ゲームボーイアドバンスの『パックマンコレクション』（2002年1月11日発売）、PlayStation 2の『パックマンワールド2』（2002年7月25日発売）にも収録されている。
- 2009年8月4日より、Wiiのバーチャルコンソールアーケードで配信されている。（アーケード版は1987年発売であるが、メニュー画面ではシリーズ１作目「パックマン」の発売年である1980年と表示される。）
- 2014年6月25日発売の『パックマンミュージアム』、2022年5月26日、5月27日発売の『PAC-MAN MUSEUM+』に収録されている。
- 2022年12月8日より、アーケードアーカイブスの1作品としてPlayStation 4版とNintendo Switch版が配信[2][3][4]。国内版と海外版を収録してあるほか、「こだわり設定」でゲームスピードの調整が可能。